# Lecane boliviana
Lecane boliviana är en hjuldjursart som beskrevs av Segers 1994. Lecane boliviana ingår i släktet Lecane och familjen Lecanidae. Inga underarter finns listade i Catalogue of Life.